# Lansdowne-Baltimore Highlands
Lansdowne-Baltimore Highlands és una concentració de població designada pel cens dels Estats Units a l'estat de Maryland. Segons el cens del 2000 tenia 15.724 habitants.

## Demografia
Segons el cens del 2000, Lansdowne-Baltimore Highlands tenia 15.724 habitants, 5.796 habitatges, i 4.190 famílies. La densitat de població era de 1.480,7 habitants per km².
Dels 5.796 habitatges en un 39,1% hi vivien nens de menys de 18 anys, en un 42% hi vivien parelles casades, en un 24,1% dones solteres, i en un 27,7% no eren unitats familiars. En el 21,8% dels habitatges hi vivien persones soles el 7,7% de les quals corresponia a persones de 65 anys o més que vivien soles. El nombre mitjà de persones vivint en cada habitatge era de 2,71 i el nombre mitjà de persones que vivien en cada família era de 3,11.
Per edats la població es repartia de la següent manera: un 29,6% tenia menys de 18 anys, un 10,6% entre 18 i 24, un 30,4% entre 25 i 44, un 19,2% de 45 a 60 i un 10,3% 65 anys o més.
L'edat mediana era de 32 anys. Per cada 100 dones de 18 o més anys hi havia 83,9 homes.
La renda mediana per habitatge era de 37.160 $ i la renda mediana per família de 41.559 $. Els homes tenien una renda mediana de 33.244 $ mentre que les dones 22.906 $. La renda per capita de la població era de 16.348 $. Entorn del 12,7% de les famílies i el 13,8% de la població estaven per davall del llindar de pobresa.

## Poblacions més properes
El següent diagrama mostra les poblacions més properes.